# Profil (UML)
Pour les articles homonymes, voir Profil.
Un profil est un mécanisme d'extension de métamodèles défini dans le standard Meta-Object Facility (MOF). Le plus souvent associé au langage de modélisation UML, il permet de définir de nouveaux éléments du métamodèle, mieux adaptés à la modélisation de domaines d'application particuliers. 

## Définition
Un profil est toujours associé à un métamodèle de référence. Il est défini comme un package qui référence une ou plusieurs métaclasses du métamodèle et y ajoute des contraintes. Ces contraintes prennent le plus souvent la forme de stéréotypes.

## Motivation
Le langage de modélisation UML est polyvalent, c'est-à-dire qu'il n'est pas défini pour un domaine d'application ou une technologie particulière. Dans certains cas, UML s'avère trop général, ce qui rend difficile son application à des modélisations particulières. L’utilisation de profils permet de personnaliser le langage de modélisation en y ajoutant de nouveaux éléments.

## Applications
L'architecture logicielle CORBA est un exemple de métamodèle défini à l'aide de profils UML.